# Myromexocentrus tibialis
Myromexocentrus tibialis là một loài bọ cánh cứng trong họ Cerambycidae.